# Эффект Глазго

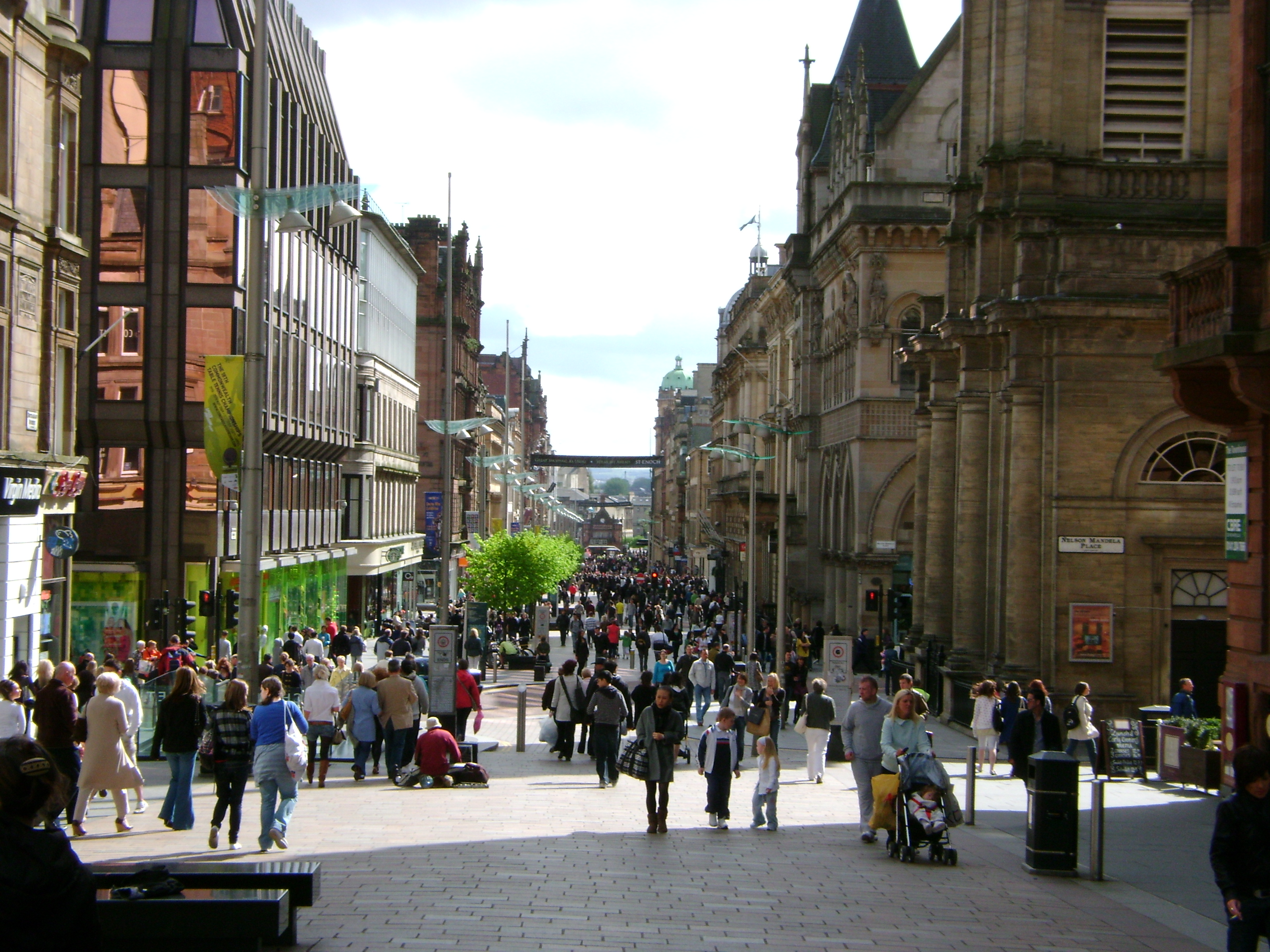
Бьюкенен-стрит, Глазго

Эффект Глазго — низкая продолжительность жизни и плохое здоровье жителей Глазго (Шотландия), по сравнению с остальной частью Соединенного Королевства и Европы, высокая смертность на западе Шотландии. Эффект Глазго является частью «шотландского эффекта», страна в целом имеет различия в состоянии здоровья по сравнению с остальной Европой, и действительно ее называют «больной человек Европы». Различия самые большие в Глазго.
Хотя более низкие уровни дохода обычно связаны с плохим состоянием здоровья и сокращением продолжительности жизни, эпидемиологи утверждают, что одна лишь бедность, по-видимому, не объясняет различия, обнаруженные в Глазго.
Равно обездоленные районы Великобритании, такие как Ливерпуль и Манчестер, имеют более высокую продолжительность жизни, а самые богатые десять процентов населения Глазго имеют меньшую продолжительность жизни, чем та же группа в других городах. Каждый четвертый мужчина в Глазго умрет до своего 65-ти летия.
Было предложено несколько гипотез для объяснения плохого состояния здоровья, в том числе в 1960-х и 1970-х гг. Предложение молодым квалифицированным работникам социального жилья в новых городах Глазго оставляет после себя демографически «несбалансированное население». К другим предполагаемым факторам относятся высокая распространенность преждевременных родов и рождений с низкой массой тела при рождении, загрязненные токсинами земли, высокий уровень заброшенных земель, большая деиндустриализация по сравнению с сопоставимыми городами, плохое социальное жилье, религиозное сектантство, отсутствие социальной мобильности, мягкая вода, дефицит витамина D, холодные зимы, более высокий уровень бедности, стресс в детстве, высокий уровень стресса в целом и социальное отчуждение.